# コパ・リベルタドーレス2016 予選
コパ・リベルタドーレス2016 予選 (Primera fase de la Copa Libertadores 2016)は、2016年2月2日から2月11日にかけて開催されたコパ・リベルタドーレス2016の第1ラウンドである。勝利した6チームがグループステージへ進出する。

## 抽選
組み合わせ抽選会は、2015年12月22日の20:30(UTC-3)より、パラグアイのルケにあるCONMEBOLのコンベンション・センターで行われた。
予選には12チームが参加する。12チームは2つのポットに振り分けられ、先に引かれたチームが第2戦をホームで開催する。ポット分けは、CONMEBOLランキングを基に決定され、同一協会に所属するチーム同士の対戦は排除される。括弧内はCONMEBOLランキングを示す。
| ポットA                                                                                               | ポットB |
| --- | --- |
| サンパウロ (11) ウニベルシダ・デ・チレ (17) サンタフェ (22) グアラニー (29) ラシン (39) カラカス (43) | オリエンテ・ペトロレロ (64) ウラカン (72) インデペンディエンテ・デル・バジェ (78) ウニベルシダ・セサル・バジェホ (152) リーベル・プレート (ランク外) プエブラ (ランク外) |

## 結果
予選はホーム・アンド・アウェー方式で行われる。第2戦終了時に合計スコアがタイスコアであった場合は、アウェーゴールが多いチームが勝者となる。それでも勝利チームが決定しない場合はPK戦を行う（延長戦は行われない）。勝利した6チームはグループステージに進出する。
| チーム #1                          | 合計      | チーム #2              | 第1戦 | 第2戦 |
| ---------------------------------- | --------- | ---------------------- | ----- | ----- |
| オリエンテ・ペトロレロ             | 1 - 6     | サンタフェ             | 1 - 3 | 0 - 3 |
| ウラカン                           | 2 - 2 (a) | カラカス               | 1 - 0 | 1 - 2 |
| プエブラ                           | 2 - 3     | ラシン                 | 2 - 2 | 0 - 1 |
| リーベル・プレート                 | 2 - 0     | ウニベルシダ・デ・チレ | 2 - 0 | 0 - 0 |
| インデペンディエンテ・デル・バジェ | 2 - 2 (a) | グアラニー             | 1 - 0 | 1 - 2 |
| ウニベルシダ・セサル・バジェホ     | 1 - 2     | サンパウロ             | 1 - 1 | 0 - 1 |

### 予選G1
| 2016年2月4日 20:45 UTC-4 |

| オリエンテ・ペトロレロ | 1 - 3    | サンタフェ                          |
| カスティージョ 77分    | レポート | イバルグエン 22分, 40分 · ミナ 54分 |

| エスタディオ・ラモン・タウイチ・アギレラ, サンタ・クルス 観客数: 14,500人 主審: ペリクレス・コルテス |

| 2016年2月11日 19:45 UTC-5 |

| サンタフェ                    | 3 - 0    | オリエンテ・ペトロレロ |
| ミナ 32分, 38分 · オテロ 73分 | レポート |                        |

| エスタディオ・ネメシオ・カマーチョ, ボゴタ 観客数: 16,000人 主審: ビクトル・カリージョ |

二試合合計スコア 6 - 1でサンタフェがグループステージ（グループ8）進出

### 予選G2
| 2016年2月2日 19:30 UTC-3 |

| ウラカン        | 1 - 0    | カラカス |
| ゴンサレス 74分 | レポート |          |

| エスタディオ・トマス・アドルフォ・ドゥコ, ブエノスアイレス 観客数: 14,000人 主審: パトリシオ・ポリッチ |

| 2016年2月9日 20:15 UTC-4:30 |

| カラカス                    | 2 - 1    | ウラカン          |
| キハダ 45分 · アランゴ 82分 | レポート | メンドーサ 90+1分 |

| エスタディオ・オリンピコ・デ・ラUCV, カラカス 観客数: 6,834人 主審: エンリケ・カセレス |

二試合合計スコア 2 - 2、アウェーゴール差でウラカンがグループステージ（グループ4）進出

### 予選G3
| 2016年2月3日 20:15 UTC-6 |

| プエブラ                      | 2 - 2    | ラシン                  |
| アルスティサ 2分, 53分 (pen.) | レポート | ボウ 13分 · ノイル 73分 |

| エスタディオ・クアウテモック, プエブラ 観客数: 15,000人 主審: ダニエル・フェドルチュク |

| 2016年2月10日 21:45 UTC-3 |

| ラシン    | 1 - 0    | プエブラ |
| ボウ 74分 | レポート |          |

| エスタディオ・プレジデンテ・フアン・ドミンゴ・ペロン, アベジャネーダ 観客数: 35,000人 主審: リカルド・マルケス |

二試合合計スコア 3 - 2でラシンがグループステージ（グループ3）進出

### 予選G4
| 2016年2月2日 21:45 UTC-3 |

| リーベル・プレート                          | 2 - 0    | ウニベルシダ・デ・チレ |
| サントス 61分 (pen.) · エレーラ 71分 (o.g.) | レポート |                        |

| エスタディオ・サロルディ, モンテビデオ 観客数: 6,000人 主審: パトリシオ・ロウスタウ |

| 2016年2月9日 19:30 UTC-3 |

| ウニベルシダ・デ・チレ | 0 - 0    | リーベル・プレート |
|                        | レポート |                    |

| エスタディオ・ナシオナル, サンティアゴ 観客数: 30,000人 主審: カルロス・ベラ |

二試合合計スコア 2 - 0でリーベル・プレートがグループステージ（グループ2）進出

### 予選G5
| 2016年2月4日 17:30 UTC-5 |

| インデペンディエンテ・デル・バジェ | 1 - 0    | グアラニー |
| カイセド 28分                      | レポート |            |

| エスタディオ・ルミニャウイ, サンゴルキ 観客数: 7,000人 主審: フアン・ソト |

| 2016年2月11日 19:30 UTC-3 |

| グアラニー                | 2 - 1    | インデペンディエンテ・デル・バジェ |
| パラウ 61分 · ロペス 80分 | レポート | J.E.アングロ 76分                  |

| エスタディオ・ディフェンソーレス・デル・チャコ, アスンシオン 観客数: 5,000人 主審: マウロ・ビグリアーノ |

二試合合計スコア 2 - 2、アウェーゴール差でインデペンディエンテ・デル・バジェがグループステージ（グループ5）進出

### 予選G6
| 2016年2月3日 18:45 UTC-5 |

| ウニベルシダ・セサル・バジェホ | 1 - 1    | サンパウロ    |
| ホーベルク 19分                | レポート | カジェリ 65分 |

| エスタディオ・マンシチェ, トルヒーリョ 観客数: 18,000人 主審: ロディ・ザンブラーノ |

| 2016年2月10日 21:45 UTC-2 |

| サンパウロ      | 1 - 0    | ウニベルシダ・セサル・バジェホ |
| ロジェリオ 87分 | レポート |                                |

| エスタジオ・ド・パカエンブー, サンパウロ 観客数: 33,244人 主審: クリスティアン・フェレイラ |

二試合合計スコア 2 - 1でサンパウロがグループステージ（グループ1）進出